# 18 Геркулеса
18 Геркулеса (лат. 18 Herculis, HD 146915) — двойная звезда в созвездии Геркулеса на расстоянии приблизительно 1 022 световых лет (около 313 парсек) от Солнца. Видимая звёздная величина звезды — +7,199m.

## Характеристики
Первый компонент — оранжевый гигант спектрального класса K2. Масса — около 2,56 солнечных, радиус — около 31,663 солнечных, светимость — около 225,031 солнечных. Эффективная температура — около 4264 K.
Второй компонент — коричневый карлик. Масса — около 22,79 юпитерианских. Удалён в среднем на 2,046 а.е..